# Kamienica Polska (gmina)
Kamienica Polska est une gmina rurale du powiat de Częstochowa, Silésie, dans le sud de la Pologne. Son siège est le village de Kamienica Polska, qui se situe environ 14 km au sud de Częstochowa et 50 km au nord de la capitale régionale Katowice.
La gmina couvre une superficie de 46,72 km2 pour une population de 5 634 habitants.

## Géographie
La gmina inclut les villages de Kamienica Polska, Osiny, Podlesie, Romanów, Rudnik Wielki, Wanaty, Zawada et Zawisna.
La gmina borde les gminy de Koziegłowy, Olsztyn, Poczesna, Poraj, Starcza et Woźniki.